# Unité (chiffre)
Pour les articles homonymes, voir Unité.
 (septembre 2014).
Si vous disposez d'ouvrages ou d'articles de référence ou si vous connaissez des sites web de qualité traitant du thème abordé ici, merci de compléter l'article en donnant les références utiles à sa vérifiabilité et en les liant à la section « Notes et références ».
En arithmétique, on appelle unité[réf. souhaitée], ou chiffre des unités, le chiffre le plus à droite de la partie entière d'un entier naturel, en base dix sauf précision contraire.
Exemple : le chiffre des unités du nombre 59 247 est 7 (le chiffre des dizaines est 4, celui des centaines 2, etc.) ; le chiffre des unités de 2 est 2.

## Propriétés générales
Notons u(n) le nombre correspondant au chiffre des unités de l'entier n. Il est caractérisé par :
- u(n) est l'unique entier compris entre 0 et 9 qui soit congru à n modulo 10 (en base b, on aurait la même caractérisation en remplaçant 9 par b – 1 et mod 10 par mod b).
Par conséquent (pour tous entiers naturels m, n et k) :
- u(m + n) = u(u(m) + u(n)) et u(mn) = u(u(m)u(n))
donc (par récurrence sur k) :
- u(nk) = u((u(n))k).

## Propriété liée à la base dix
(septembre 2014).
- Si vous ne connaissez pas le sujet, laissez ce bandeau (vous pouvez alors contacter les auteurs).
- Si vous supprimez le contenu mis en cause (vous pouvez préalablement contacter les auteurs),

argumentez précisément cette suppression dans la page de discussion
(un manque de référence n'est pas un argument ; une recherche réelle de référence doit avoir été effectuée, être formellement documentée).
Pour tous entiers naturels n et k, u(n4k + 1) = u(n).
En effet, n4k + 1 est congru à n mod 10 puisqu'il l'est mod 2 et mod 5 :
- mod 2 c'est immédiat ;
- mod 5 ça l'est aussi si n ≡ 0, 1 ou –1 mod 5 (on a même alors nj ≡ n mod 5 pour tout entier naturel j impair) ;
- enfin, si n ≡ ±2 mod 5, cela résulte du fait que modulo 5, (±2)4 = 42 ≡ (–1)2 = 1.

Il existe une généralisation en base b si b est un produit de nombres premiers distincts.